# 1224 w polityce

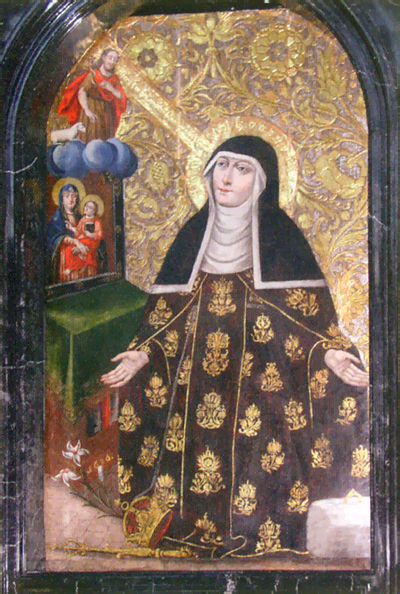
Święta Kinga

Wydarzenia polityczne w 1224 roku.

## Wydarzenia
- grudzień - upadek Salonik: po półtorarocznym oblężeniu władca Epiru Teodor Dukas odbija miasto z rąk Cesarstwa Łacińskiego i koronując się na cesarza bizantyńskiego zgłasza pretensje do restytucji Cesarstwa, znaczne osłabienie Cesarstwa Łacińskiego[1].
- Abd al-Wahid I na krótko obejmuje władzę w Maroku[2].
- Ludwik VIII Lew odebrał Henrykowi III Poitou i przyłączył do Francji[3][4].

## Urodzili się
- Kinga, córka króla Węgier Beli IV, żona księcia krakowskiego Bolesława V Wstydliwego, święta Kościoła katolickiego[5].